# LUMINE (公司)
株式會社LUMINE（Lumine Co.,Ltd.）是經營車站大樓型商場的企業，為東日本旅客鐵道（JR東日本）連結子公司、JR東日本集團的中核企業之一。
商品價格大多在1萬日圓以下，顧客群以25-30歲女性為主，是日本最大的時裝大樓營運企業。

## 概要
LUMINE起於1976年（昭和51年）國鐵新宿站南口的新宿LUMINE（現新宿LUMINE1）。之後橫濱站與荻窪站等車站大樓繼續使用「LUMINE」作為商場名。原先國鐵車站大樓商場為各自獨立的公司，1991年（平成3年）4月，LUMINE等JR東日本車站大樓營運公司合併成立「株式會社LUMINE」，進行JR東日本車站大樓事業重整，其他名稱的商業設施也陸續轉換為「LUMINE」，統一其品牌印象。
為了擺脫原有的老舊國鐵印象而進行的整修與租戶政策獲得了巨大的成果，成為最具代表性的時裝大樓百貨店之一。
由其他公司營運的LUMINE商場有株式會社LUMINE茅崎的「茅崎LUMINE」（茅崎站）與福島車站開發株式會社營運的「福島LUMINE」（福島站，東北唯一店鋪）。前者現已併入湘南車站大樓株式會社，2006年（平成18年）3月更名為「茅崎LUSCA」，後者併入仙台總站大樓，2004年3月20日更名為「S-PAL福島」。
此外，大船的LUMINE WING是由與京濱急行電鐵共同出資的株式會社LUMINE WING大樓管理營運。因此冠有與京濱急行電鐵品川站、上大岡站商場名「WING」。

## 店鋪
- LUMINE新宿（日语：ルミネ新宿）店
  - LUMINE1：25000平方公尺，1976年3月10日開幕
  - LUMINE2：20550平方公尺，1987年10月22日開幕
- LUMINE EST新宿店（日语：ルミネエスト新宿）：53300平方公尺，1964年5月20日開幕
- LUMINE池袋店：1992年6月開幕
- LUMINE北千住店：40500平方公尺，1985年3月27日開幕
- LUMINE有樂町店：11300平方公尺（LUMINE1、LUMINE2總和），2011年10月28日開幕
- LUMINE MAN澀谷店：2009年8月26日開幕
- LUMINE The Kitchen品川店：1999年9月開幕
- LUMINE大宮店
  - LUMINE1：14700平方公尺，1967年10月3日開幕
  - LUMINE2：34900平方公尺，1982年6月19日開幕
- LUMINE橫濱店：40000平方公尺，1980年11月7日開幕
- LUMINE荻窪店：27100平方公尺，1981年9月30日開幕
- LUMINE立川店：54300平方公尺，1982年10月2日開幕
- LUMINE藤澤店：11600平方公尺，1987年2月1日開幕
- 大船LUMINE WING：17400平方公尺，1992年9月18日開幕
- LUMINE町田店：17900平方公尺，1999年9月22日開幕
- LUMINE川越店：4900平方公尺，2004年2月19日開幕

## 沿革
- 1964年5月20日 - 株式會社新宿車站大樓營運的「新宿車站大樓」（後MY CITY新宿、現LUMINE EST）開幕。
- 1966年5月21日 - 法人（現在的株式會社LUMINE）成立。
- 1967年10月 - 株式會社大宮車站大樓營運的大宮站大樓「OSB」（現大宮LUMINE1）開幕。
- 1976年3月 - 株式會社LUMINE新宿營運的新宿站大樓「新宿LUMINE」開幕。
- 1980年11月 - 株式會社LUMINE橫濱營運的橫濱站大樓「橫濱LUMINE」開幕。
- 1981年10月 - 株式會社荻窪LUMINE營運的荻窪站大樓「荻窪LUMINE」開幕。
- 1982年6月 - 株式會社大宮車站大樓營運的大宮站大樓「We」（現大宮LUMINE2）開幕。
- 1982年10月 - 立川總站大樓株式會社營運的立川站大樓「WILL」（現LUMINE立川）開幕。
- 1985年3月 - 北千住總站大樓株式會社營運的北千住站大樓「北千住ウイズ」（現LUMINE北千住）開幕。
- 1985年4月 - 株式會社LUMINE茅崎營運的茅崎站大樓「茅崎LUMINE」（現茅崎LUSCA）開幕。
- 1987年2月 - 「藤澤LUMINE PLAZA」開幕。
- 1987年10月 - 「新宿LUMINE2」開幕。
- 1991年4月 - 株式會社大宮車站大樓、北千住總站大樓株式會社、株式會社LUMINE新宿、株式會社LUMINE橫濱4社合併成立「株式會社LUMINE」旗下商場統一名稱為「LUMINE」。
- 1992年4月 - 合併立川總站大樓株式會社，「WILL」更名為LUMINE立川店。
- 1992年6月 - 池袋總站大樓（日语：池袋ターミナルビル）株式會社（初代）在池袋站西口的「大都會廣場」（現LUMINE池袋）開幕。
- 1992年9月 - 大船站「LUMINE WING」開幕。
- 1997年2月 - LUMINE推出LUMINE卡。
- 1999年9月 - 町田店（町田站）、LUMINE The Kitchen品川（品川站）開幕。
- 2003年4月 - 合併株式會社荻窪LUMINE，「荻窪LUMINE」改名為LUMINE荻窪店。
- 2004年2月 - 川越店開幕。
- 2005年4月 - 株式會社LUMINE茅崎與平塚車站大樓株式會社（LUSCA平塚）、株式會社ABONDER（熱海）合併成立株式會社湘南車站大樓（日语：湘南ステーションビル）。
- 2006年3月 - 「茅崎LUMINE」改稱「茅崎LUSCA」。
- 2006年4月 - 合併株式會社新宿車站大樓，「MY CITY新宿」更名為「LUNIME EST新宿店（日语：ルミネエスト新宿）」。
- 2008年3月 - 網路銷售事業「iLUMINE」啟動。
- 2009年8月 - 淘兒唱片澀谷店旁開設第一間男性時尚商場「LUMINE MAN澀谷」。
- 2010年4月 - 池袋總站大樓株式會社（第二代）吸收分割，接收大都會廣場內的商場，更名為「LUNIME池袋」。
- 2010年10月29日 - 計畫進駐西武百貨店有樂町店（同年12月25日關閉）在有樂町中心大廈（日语：有楽町センタービル）承租樓層[5]。
- 2011年5月24日 - 代表取締役社長谷哲二郎（日语：谷哲二郎）於葛飾區河岸地自殺（享年61）[6]。
- 2011年6月24日 - 新井良亮（JR東日本代表取締役副社長、事業創造本部長）兼任代表取締役社長[7]。
- 2011年10月28日 - LUMINE有樂町店於有樂町中心大廈（有樂町Mullion）開業[8]。

## 相關企業
- 株式會社Lumine Creates（ルミネクリエーツ） - 建物管理、警備等
- 株式會社Lumine Associates（ルミネアソシエーツ） - 餐飲店、商品店營業、廣告代理店、損害保險代理業
- 東名企畫株式會社 - 高爾夫球場、彩虹鄉村俱樂部（レインボーカントリー倶楽部）經營

## 備註
1. ↑  「ルミネは…多くのテナントの商品が1万円を切る」 「ニュースの理由」 日本経済新聞2010年11月11日夕刊
2. ↑  花崎淑夫会長がインタビューで「20代女性が等身大の自分を楽しめる場所にしたい」と語っている 日経流通新聞ＭＪ2010年11月1日
3. ↑  消費者回帰、競争テコに　『日本経済新聞』　平成23年10月27日朝刊　企業1面
4. ↑  「駅ビルは商業施設としての館の統一感が取れておらず「ダサイ場所」に近かった…」が「…商品が1万円を切る品揃えの中で顧客吸引力と販売力を蓄積…」してファッションビル化した。「ニュースの理由」 日本経済新聞2010年11月11日夕刊
5. ↑  ルミネ、西武有楽町店の後継に正式決定　11年秋開業へ,朝日新聞,2010年10月29日
6. ↑  . 毎日新聞（東京）. 2011-05-25  [2014-10-26]. （原始内容存档于2011-05-28）.
7. ↑  グループ会社の役員人事について （页面存档备份，存于） 東日本旅客鉄道株式会社・プレスリリース2011年6月14日
8. ↑  . 毎日新聞（夕刊）. 2011-09-14  [2014-10-26]. （原始内容存档于2012-08-01）.

## 外部連結
- LUMINE （页面存档备份，存于）
- LUMINE WING （页面存档备份，存于）
- LUMINE的X（前Twitter）
- LUMINE的Instagram帳戶